# William Maddison
William John Maddison (Canning Town, Londres, 1882 - Westcliff-on-Sea, Essex, 10 de juny de 1924) va ser un regatista anglès que va competir a començaments del segle xx.
El 1920 va prendre part en els Jocs Olímpics d'Anvers, on va guanyar la medalla d'or en els 7 metres del programa de vela, a bord de l'Ancora.